# Régiment d'Esterhazy hussards
Pour les articles homonymes, voir régiment d'Esterhazy et régiment du Dauphin.
Le régiment d'Esterhazy hussards est un régiment de cavalerie français d'Ancien Régime créé en 1764 devenu sous la Révolution le 3e régiment de hussards.

## Création et différentes dénominations
- 10 février 1764 : création du régiment d’Esterhazy hussards
- 1776 : renforcé par incorporation du 4e escadron du régiment Royal-Nassau hussards
- 1er janvier 1791 : renommé 3e régiment de hussards
- 1814 : renommé régiment des hussards du Dauphin
- 1815 :  renommé 3e régiment de hussards
- 1815 : licencié

## Équipement

### Habillement

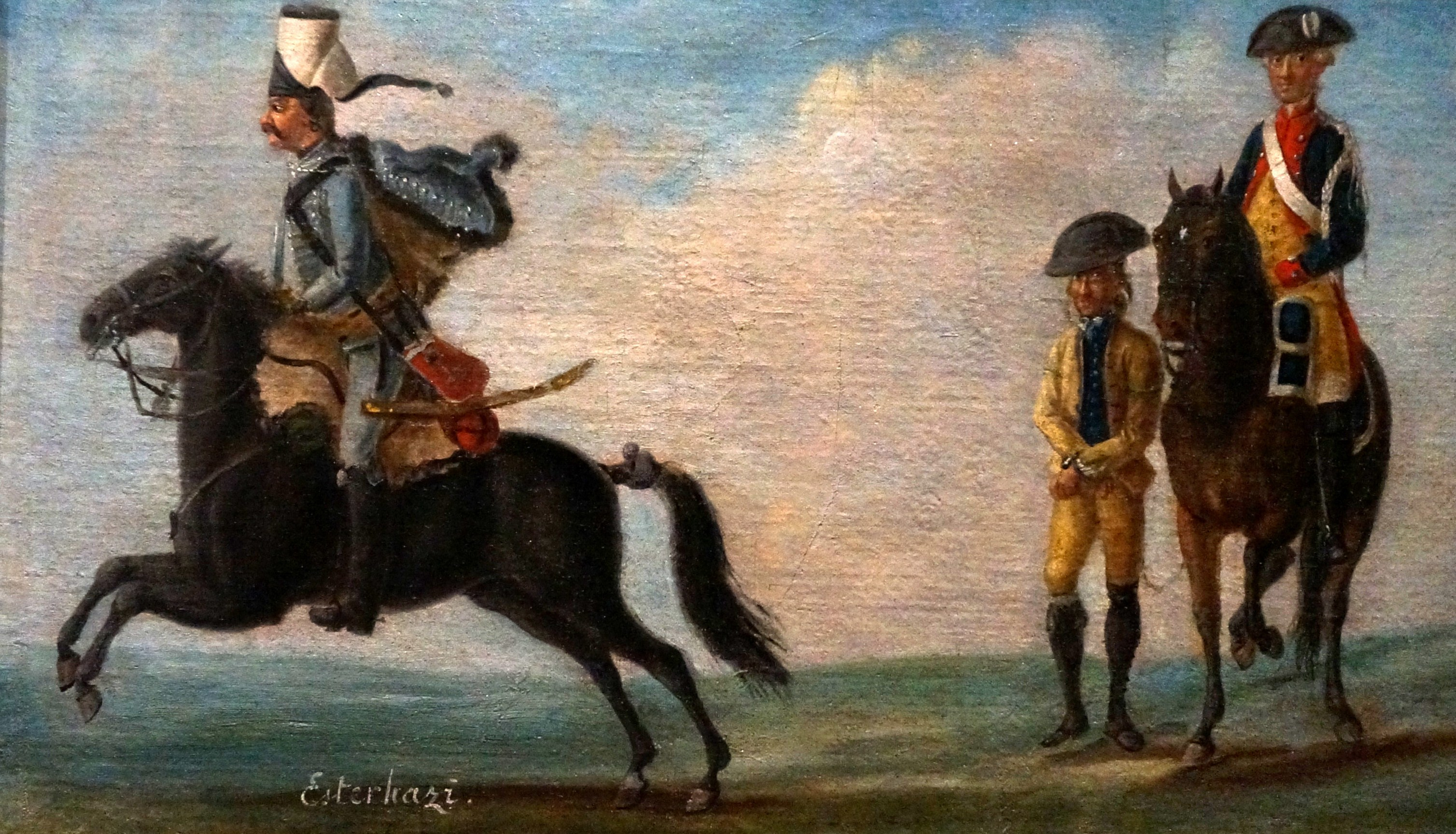
Hussard du régiment d’Esterhazy (à gauche), peinture exposée au musée de l’Armée.

« Peliſſe et veſte de drap vert, culotte blanche, paremens et retrouſſis en drap blanc, le bordé & le cordonnet pour agrémut de fil blanc. Le Scako de feutre noir doublé de blanc, bordé d’un galon de fil de même couleur. Le ſabretage rouge, bordé de galon blanc, orné d’une fleur de lys de même couleur, entouré de cordonnet noir.
L’équipage du cheval, de peau d’agneau, bordé de drap gris-blanc feſtonné. »
Pelisse, dolman, surtout, gilet et pantalon gris argentin, paremens et retroussis du dolman rouge, tresses et boutons blancs, manteau vert, schakos.
|  |  |  |

|  |  |  |

## Historique

### Colonels et chefs de brigade
Colonel propriétaire
- 10 février 1764 : Valentin Ladislas, comte Esterhazy, † juillet 1805

Mestres de camp commandants et colonels
- 1767 : Stanislas de Boufflers, chevalier de Boufflers, maréchal de camp, † 18 janvier 1815
- 1771 : Louis-Jacques des Escotais, comte des Escotais, † 1795[3]
- 1777 : Maximilien Auguste Bleickard, comte d’Helmstadt, † 1802
- 1783 : prince Charles Hesse-Rheinfels, † 1812
- 1788 : baron Fréderic Lefort
- 1789 : prince de Salm-Kyrbourg, † 1794
- 1792 : de Froissy de Brisson
- 1792 : Cheit ou Scheydt
- 1793 : de Karowe
- 1793 : de Bouchotte
- 1793 : Soultzmann
- 1er germinal an II : Armand Lebrun de La Houssaye, général de brigade le 1er février 1804, général de division le 14 mai 1807, † 19 juin 1846
- 1er février 1804 : Anne Charles Lebrun, général de brigade le 1er mars 1807, général de division le 23 février 1812, † 21 janvier 1859
- 1807 : Louis Marie Levesque de Laferrière, général de brigade le 13 mai 1811, général de division le 28 novembre 1813, † 23 novembre 1834
- 1811 : Rousseau
- 1814 : Bon Adrien Jeannot de Moncey, général de brigade le 18 février 1794, général de division le 9 juin 1794, † 20 avril 1842
- 1815 : Sigismond du Pouget de Nadaillac, maréchal de camp le 30 juillet 1823, † 28 avril 1837

### Campagnes et batailles
Le 3e régiment de hussards a fait les campagnes de 1792 à 1794 à l’armée de la Moselle. Il se fit remarquer aux batailles de Jemmapes et d’Arlon, les 6 novembre 1792 et 7 juin 1793.
Campagnes des ans IV et V à l’armée du Nord ; an VI aux armées de Mayence et de l’Ouest ; ans VIII et IX à l’armée du Rhin. Faits d’armes : S’est fait remarquer à toutes les affaires auxquelles il prit part.
Il a fait les campagnes des ans XII et XIII au camp de Montreuil ; an XIV à l’armée des Côtes ; 1806 et 1807 au 6e corps de la Grande Armée (2e de réserve de cavalerie) ; 1808 et 1809 à l’armée d’Espagne ; de 1810 à 1812 à l’armée de Portugal ; 1813 à l’armée de Portugal, au 3e corps de cavalerie de la Grande Armée et au corps d’observation de Bavière ; 1814 au 5e corps de cavalerie ; 1815 au 5e corps d’armée.